# Laura av Konstantinopel
Sankta Laura av Konstantinopel eller Laura av Sankt Peter, född Teodolinda Trasci 1420, död 29 maj 1453, var en katolsk nunna av Trinitarierorden. Hon vördas som helgon inom katolicismen. 
Hon föddes i Grekland som medlem av den katolska frankiska kolonin. Hon blev nunna i trinitarierorden i Konstantinopel under namnet Laura av Sankt Peter. År 1441 byggdes ett kloster med trinitariska nunnor tillägnat Saint Agnes bredvid Trinitariernas hus. Laura av San Pedro valdes till priorinna vid 30 års ålder 1450. 
Nunnorna i det katolska nunneklostret i Konstantinopel uppges samtliga ha dödades under Konstantinopels fall: 
"[klostret] nunnorna i Konstantinopel, helgat åt Saint Agnes, beskyddarinna av den treeniga religionen, beboddes av femtiotre nunnor, styrda [sic] av en helig priorinna, kallad Laura av St. Peter. Alla, som Jesu Kristi sanna hustrur, gav mycket gärna sina liv, till försvar för kyskheten och för den katolska religionen, till vars hanling de drevs av missgärningens tjänare; och när den heliga priorinnan ledde sin älskade flock, uppmuntrade dem med en bild av ett krucifix, som den helige prelaten hade i sin hand, uppmuntrande varandra ömsesidigt, halshöggs de alla, eller sårades dödligt med pilar och andra instrument, offrade till Ägaren av deras själar liv".